# Judith Kerr
Judith Kerr (Berlín, 14 de junio de 1923-Londres, 22 de mayo de 2019) fue una escritora e ilustradora británica de origen alemán que escribió libros de ilustraciones, como la serie de Mog y The Tiger Who Came To Tea, y novelas para niños como la autobiográfica Cuando Hitler robó el conejo rosa, que cuenta una historia situada durante la Segunda Guerra Mundial desde su perspectiva de cuando era una niña. La historia relata su vida, camuflada con el nombre de Anna.

## Adolescencia
Judith  Kerr nació en Berlín (Alemania) el 14 de junio de 1923 en Berlín donde vivió junto a sus padres y su hermano, Michael Kerr. En el año 1933, poco antes de que los nazis llegaran al poder, se vieron obligados a salir del país, pues su padre, Alfred Kerr, judío alemán e influyente crítico teatral, periodista y dramaturgo, había criticado abiertamente a los nazis. Los nazis quemaron sus libros poco después. La familia se dirigió primero a Suiza y después a Francia. Finalmente, se establecieron en el Reino Unido, donde la autora vivió desde entonces, adquiriendo la nacionalidad británica.
En realidad tiene 5 hijos pero algunos ya fallecidos.
Mientras que su hermano fue enviado a una escuela pública y a Cambridge, y luego llegó a ser juez, la educación de Kerr dependía de "tres amables damas" que se juntaron para pagar una plaza de internado hasta los 16 años. Hizo un curso de estenografía, ayudó a cuidar a los soldados heridos en la Cruz Roja y tomó clases de dibujo, antes de lograr una beca de la Escuela Central de Artes y Oficios.
A los 20 años, trabajó pintando murales infantiles. Era profesora en una escuela técnica cuando, por casualidad, conoció a Nigel Kneale, que posteriormente sería su marido. Después trabajó como guionista de televisión en la BBC.

## Libros
Se conoce sobre todo a Kerr por sus libros para niños. Aunque de niña soñaba con ser una escritora famosa, comenzó a escribir y dibujar libros cuando sus propios hijos estaban aprendiendo a leer. Ha escrito libros ilustrados por ella misma, como la serie de Mog, The Tiger Who Came to Tea y Cuando Hitler robó el conejo rosa.
En el mundo hispánico se la conoce sobre todo por su novela autobiográfica Cuando Hitler robó el conejo rosa, que cuenta la vida de su familia durante sus primeros años como refugiados en Suiza y Francia. El libro forma, junto a otras dos novelas (Bombs on Aunt Dainty y A Small Person Far Away), la trilogía Out of Hitler Time, que cuenta su vida desde que tuvo que abandonar Alemania siendo niña hasta que, ya casada, tuvo que volver contra su voluntad al Berlín de la posguerra para ayudar a su madre, que acababa de intentar suicidarse debido a la presión nazi.
En el origen de la serie están de nuevo sus propios hijos: cuando su hijo tenía ocho años vio la película Sonrisas y lágrimas y le dijo a su madre: «ahora ya sabemos cómo eran las cosas cuando mamá era pequeña». Kerr quiso que conociera cómo fueron realmente las cosas y por ello escribió Cuando Hitler robó el conejo rosa.
Kerr vivió desde 1962 en una casa de Barnes, Londres. Afirmaba que desde la muerte de su marido Nigel Kneale, al que amaba con locura y cuya muerte cambió su vida por completo, el escribir se había vuelto más importante que nunca para ella y continuó escribiendo e ilustrando nuevos libros para niños, como Twinkles, Arthur and Puss (2008) y One Night in the Zoo (2009).
Ganó en 1974 el premio Deutscher Jugendliteraturpreis con Cuando Hitler robó el conejo rosa, libro que está basado en su dura infancia perjudicada por los nazis.
En mayo de 2019, una semana antes de morir, fue nominada ilustradora del año en los British Book Awards.

## Vida personal
Casada con el guionista británico Nigel Kneale, tuvieron dos hijos: su hijo Matthew Kneale también escritor, que obtuvo el premio al Libro del Año en los Whitbread Book Awards en 2000 con su novela English Passengers. Su hija, Tacy Kneale, trabaja en la industria de efectos especiales y ha participado en las películas de Harry Potter.

## Libros

### En español
- Cuando Hitler Robó el Conejo Rosa, Alfaguara, 1973
- En la batalla  de Inglaterra (tr. de Bombs on Aunt Dainty), Alfaguara, 1988. ISBN 978-84-204-3221-2.